# Tỉnh của La Mã

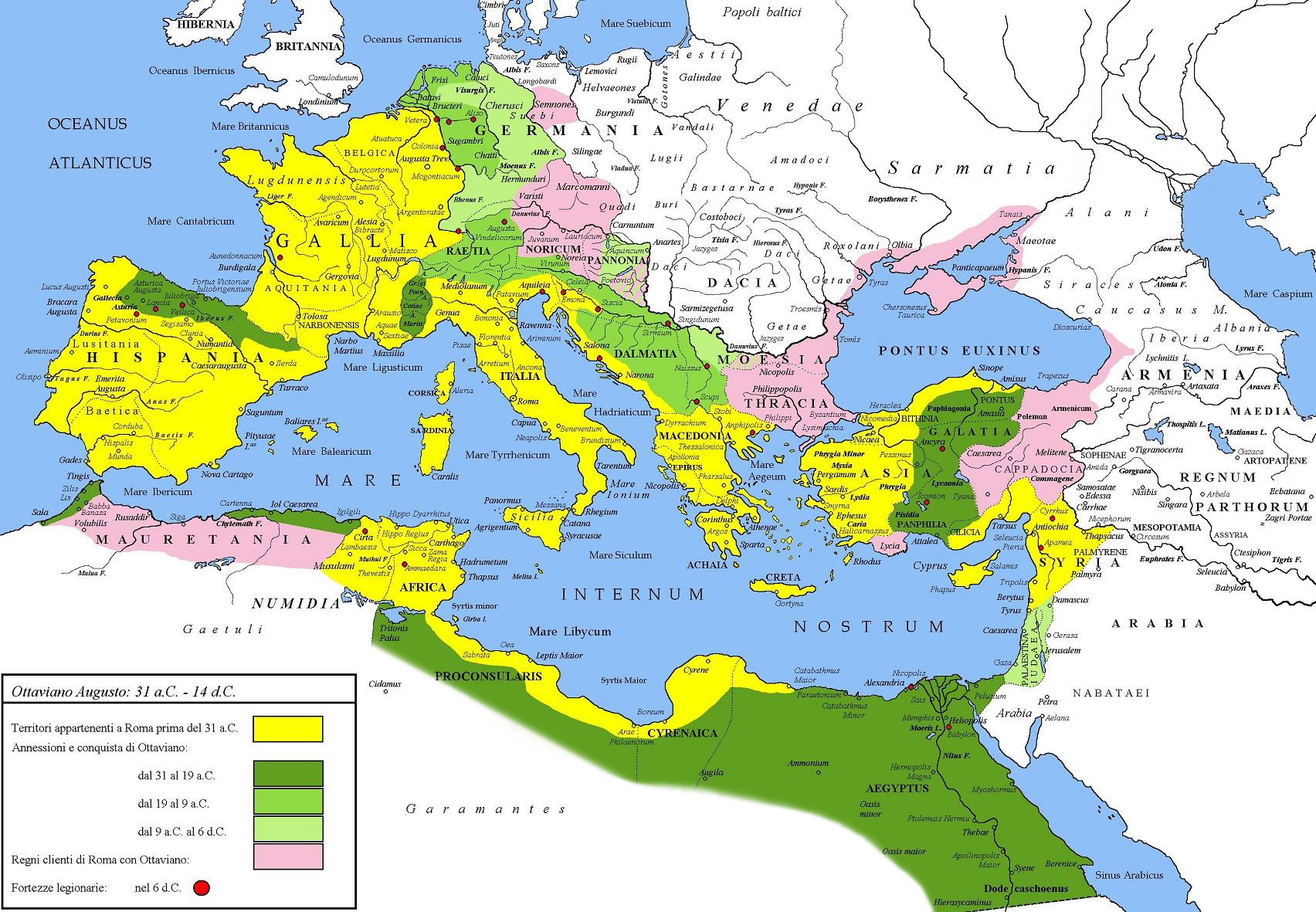
Đế chế La Mã dưới thời Augustus Caesar (31 TCN - 6 SCN). Vàng: 31 TCN. Xanh thẫm 31-19 TCN, Xanh 19-9 TCN, Xanh nhạt 9-6 TCN. Màu hoa cà: Các nước chư hầu

Đế chế La Mã dưới thời Vespasian (trị vì 69 SCN) với ranh giới các tỉnh

Ở La Mã cổ đại, tỉnh (tiếng Latin: provincia, số nhiều provinciae) là một đơn vị hành chính và lãnh thổ lớn nhất bên ngoài Italia của đế quốc cho đến thời Tetrarchy (khoảng 296). Từ province (tỉnh) trong tiếng Anh bắt nguồn từ từ provincia của người La Mã.
Các tỉnh này thường được cai trị bởi những thành viên cao cấp của viện nguyên lão, thường là các cựu chấp chính quan hoặc pháp quan. Có một ngoại lệ là tỉnh Ai Cập, được Augustus sáp nhập vào La Mã sau cái chết của Cleopatra: tỉnh này do một người thuộc giai cấp kỵ sĩ La Mã cai trị, có thể là nhằm ngăn cản tham vọng của viện nguyên lão. Tuy là hy hữu nhưng ngoại lệ này cũng không đi ngược lại luật La Mã vì Ai Cập được xem là tài sản cá nhân của Augustus, tiếp nối truyền thống của các vị vua Hy Lạp trước đó.

## Các tỉnh Cộng hòa

### Danh sách các tỉnh Cộng hòa
- 240 TCN – Sicilia
- 237 TCN – Corsica và Sardinia
- 197 TCN – Hispania Citerior
- 197 TCN – Hispania Ulterior
- 147 TCN – Macedonia
- 146 TCN – Africa
- 129 TCN – Asia
- 120 TCN – Gallia Transalpina (sau đổi tên thành Gallia Narbonensis)
- 67 TCN – Crete và Cyrenaica
- 63 TCN – Bithynia và Pontus
- 63 TCN – Syria
- 63 TCN - Cilicia
- 74 TCN – Creta và Cyrenaica, propraetorial province (senatorial from 27 BC)
- 58 TCN – Cyprus
- 46 TCN – Numidia

Vùng đất Gallia Cisalpina (nằm ở miền Bắc nước Italia) bị Cộng hòa La Mã chiếm đóng vào khoảng năm 220 TCN, trở thành một phần de facto của tỉnh Italia về mặt địa lý, tuy nhiên trên danh nghĩa và về mặt chính trị thì lại là một tỉnh riêng biệt. Tỉnh này được tam hùng Augustus sáp nhập cách hợp pháp vào tỉnh Italia vào năm 42 TCN, thông qua sự kiện phê chuẩn các đạo luật chưa được ông bố của Caesar (Acta Caesaris).

### Các tỉnh trong thời kỳ Nguyên thủ

Đế quốc La Mã ở đỉnh cao về phương diện diện tích, dưới triều hoàng đế Trajan (năm 117); các tỉnh thuộc hoàng đế được tô màu xanh lục, các tỉnh thuộc nguyên lão được tô màu hồng, và các nước phụ thuộc thì được tô màu xám.

#### Dưới triều hoàng đế Augustus
- 30 TCN – Aegyptus
- 27 TCN – Achaia
- 27 TCN – Hispania Tarraconensis
- 27 TCN – Lusitania
- 27 TCN – Illyricum
- 27 TCN hoặc 16–13 TCN – Aquitania
- 27 TCN hoặc 16–13 TCN – Gallia Lugdunensis
- 25 TCN – Galatia
- 25 TCN – Africa Proconsularis
- 22 TCN – Gallia Belgica
- 15 TCN – Raetia
- 14 TCN – Hispania Baetica
- 7 TCN – Germania Antiqua
- 6 CN? – Moesia
- 6 CN – Judaea, một tỉnh thuộc hoàng đế do quan khâm sai đứng đầu, được thành lập sau khi tiểu vương Herodes Archelaus của Judea, Samaria và Edom bị phế truất. Đến năm 41, hoàng đế Claudius khôi phục Vương quốc Judea và đặt Herodes Iulius Agrippa làm vua. Sau khi Agrippa mất, tái lập tỉnh Judaea và sáp nhập thêm hai vùng Galilea và Peraea. Năm 135, hoàng đế Hadrianus đổi tên tỉnh thành Syria Palaestina và nâng lên thành tỉnh thuộc quan phó chấp chính.

#### Dưới triều hoàng đế Tiberius
- 17 CN – Cappadocia (miền trung Tiểu Á thuộc nước Thổ Nhĩ Kỳ), được thành lập sau khi vua phụ thuộc là Archelaos của Cappadocia mất.

#### Dưới triều hoàng đế Claudius
- 42 CN – Mauretania Tingitana
- 42 CN – Mauretania Caesariensis
- 41 hoặc 53 CN – Noricum
- 43 CN – Britannia
- 43 CN – Lycia
- 46 CN – Thracia
- 47 CN? – Alpes Graiae et Poeninae

#### Dưới triều hoàng đế Nero
- 62 CN – Pontus
- 63 CN – Vương quốc Bosporos bị sáp nhập vào tỉnh Moesia Inferior. Năm 68 CN, hoàng đế Galba khôi phục Vương quốc Bosporos với tư cách nước phụ thuộc.
- 63 CN? – Alpes Maritimae
- 63 CN – Alpes Cottiae

#### Dưới triều hoàng đế Vespasianus
- 72 CN – Vương quốc Commagene bị sáp nhập vào tỉnh Syria sau khi vua phụ thuộc là Antiochus IV của Commagene bị phế truất.
- 72 CN – Vương quốc Armenia Minor bị sáp nhập vào tỉnh Syria sau khi vua phụ thuộc là Aristobulus xứ Chalcis bị phế truất.
- 72 CN – Ba vương quốc phụ thuộc tại vùng núi phía tây của vùng Cilicia được thành lập dưới triều hoàng đế Augustus đã bị hoàng đế Vespasianus giải thể và sáp nhập vào tỉnh Cilicia.
- 74 CN – Lycia và Pamphylia được hoàng đế Vespasianus thành lập trên cơ sở hợp nhất tỉnh Lycia và vùng Pamphylia thuộc tỉnh Galatia.